# Ґросс-Розен
50°59′54″ пн. ш. 16°16′40″ сх. д. / 50.998199° пн. ш. 16.2777° сх. д.
Ґросс-Розен (KL Groß-Rosen) — нацистський концентраційний табір, що існував в 1940—1945 роках в районі села Гросс-Розен в Нижній Сілезії (нині — Рогозніца, Польща). Нині є однойменним музеєм, зареєстрованим в Державному реєстрі музеїв.
Гросс-Розен був створений влітку 1940 року на додаток до системи трьох основних таборів: Дахау на півдні, Бухенвальд в центральній Німеччині і Заксенхаузен на півночі. У травні 1941 року табір переданий у відання SS-Deutsche Erd-und Steinwerke GmbH (земляні і кам'яні роботи), в таборі силами ув'язнених побудовано підприємство з обробки каменю.
У жовтні 1941 року в табір Гросс-Розен доставлені і розстріляні солдатами СС 3000 радянських військовополонених.
Табір Гросс-Розен відомий тим, що в ньому утримувалися полонені антинацистські активісти з окупованих Німеччиною країн, схоплені згідно з директивою Гітлера «Ніч і туман».